# Hůrka
Hůrka är en ort i Tjeckien.   Den ligger i distriktet Okres Český Krumlov och regionen Södra Böhmen, i den sydvästra delen av landet, 150 km söder om huvudstaden Prag. Hůrka ligger 789 meter över havet och antalet invånare är 300.
Terrängen runt Hůrka är kuperad åt nordväst, men åt sydost är den platt.Runt Hůrka är det glesbefolkat, med 16 invånare per kvadratkilometer. Närmaste större samhälle är Český Krumlov, 18,3 km öster om Hůrka. I omgivningarna runt Hůrka växer i huvudsak blandskog.